# آرنه إل. هاوغن
آرنه إل. هاوغن هو سياسي نرويجي، ولد في 25 يوليو 1939 في ميلدال في النرويج. نشط حزبياً في حزب العمال.

## مناصب
- انتخب mayor of Meldal ‏ (1979 – 2005).
- انتخب عضو برلمان النرويج  [لغات أخرى]‏ عن دائرة Sør-Trøndelag (Storting constituency) [الإنجليزية]‏ وقد انضم خلال فترته النيابية  [لغات أخرى]‏ (1 أكتوبر 2009 – 30 سبتمبر 2013) للكتلة البرلمانية حزب العمال.
- انتخب نائب عضو برلمان النرويج  [لغات أخرى]‏ عن دائرة Sør-Trøndelag (Storting constituency) [الإنجليزية]‏ وقد انضم خلال فترته النيابية  [لغات أخرى]‏ (2009 – 2013) للكتلة البرلمانية حزب العمال.
- انتخب نائب عضو برلمان النرويج  [لغات أخرى]‏ عن دائرة Sør-Trøndelag (Storting constituency) [الإنجليزية]‏ وقد انضم خلال فترته النيابية  [لغات أخرى]‏ (2005 – 2009) للكتلة البرلمانية حزب العمال.
- انتخب عضو برلمان النرويج  [لغات أخرى]‏ عن دائرة Sør-Trøndelag (Storting constituency) [الإنجليزية]‏ وقد انضم خلال فترته النيابية  [لغات أخرى]‏ (17 أكتوبر 2005 – 30 سبتمبر 2009) للكتلة البرلمانية حزب العمال.